# Дарашти-Влашка (Ђурђу)
Дарашти-Влашка (рум. Dărăști-Vlașca) насеље је у Румунији у округу Ђурђу у општини Адунациј-Копачени. Oпштина се налази на надморској висини од 77 m.

## Становништво
Према подацима из 2002. године у насељу је живело 2190 становника, од којих су сви румунске националности.